# Anstey (Hertfordshire)
Anstey es una parroquia civil y un pueblo del distrito de East Hertfordshire, en el condado de Hertfordshire (Inglaterra).

## Geografía
Según la Oficina Nacional de Estadística británica, Anstey tiene una superficie de 8,7 km².

## Demografía
Según el censo de 2001, Anstey tenía 338 habitantes (50,59% varones, 49,41% mujeres) y una densidad de población de 38,85 hab/km². El 19,82% eran menores de 16 años, el 75,74% tenían entre 16 y 74, y el 4,44% eran mayores de 74. La media de edad era de 38,75 años. Del total de habitantes con 16 o más años, el 28,78% estaban solteros, el 58,67% casados, y el 12,55% divorciados o viudos.
El 94,41% de los habitantes eran originarios del Reino Unido. El resto de países europeos englobaban al 0,88% de la población, mientras que el 4,71% había nacido en cualquier otro lugar. Según su grupo étnico, el 97,94% eran blancos, el 1,18% mestizos, y el 0,88% chinos. El cristianismo era profesado por el 73,29%, mientras que el 13,95% no eran religiosos y el 12,76% no marcaron ninguna opción en el censo.
Había 126 hogares con residentes y 6 vacíos.